# 中国人民解放军广西军区
中国人民解放军广西军区，是中国人民解放军现属中央军委国防动员部的一个省级军区，管辖范围为广西壮族自治区。

## 历史沿革
- 广西军区1949年12月9日在南宁成立，兵团级，隶属华中军区（后隶属中南军区、广州军区） 。广西军区由第13兵团兼，下辖第四十五军（率第133、134、135师）、第49军（率第145、146、147师）、第151、152、154师、第13兵团补训3师、两广干部工作队和广西各地游击队。1950年2月，第158师由湖南调入广西 （6月调往广东）。相继建立10个军分区和4个警备司令部，总员11万多名。
- 1950年4月， 第13兵团免兼广西军区，第49军军部并入军区机关。武鸣军分区改编为军政干校。1950年7月，第174师调入广西。1951年1月，广东钦廉军分区划归广西军区。年底，军区共辖10个军分区、4个警备司令部和21个主力团、7个独立团、98个县大队、军政干校及直属部（分）队，总员13万多名。
- 1951年， 广西军区部队在全力剿匪的同时，支援抗美援朝战争，先后组建8个团，补训新兵13萬7,458名。 1951年6月，恢复第49军，以第154师师部为基础组成第49军军部，第145、146、147师归建第49军。第154师免兼梧州军分区后，撤销该分区番号。至年底，军区共辖9个军分区、9个基干团、11个独立团、4个暂编团、81个县大队、1所军政干校、1个海防大队和警卫团等，总员11万多名。
- 1951年5月，县大队改编为县（市） 人民武装部。1952年8月，撤销宾阳、柳州军分区和各军分区所属独立团。

## 历任司令员
- 劉國裕 （1995年－2001年）[1]
- 邱达雄 （2001年－2004年）[2]
- 辛荣国 （2004年－2005年）[3]
- 刘晓琨（2005年1月－2010年4月）[4]
- 王玉仁（2010年4月－2011年3月）[5]
- 龙义和（2011年3月－2014年4月）[6]
- 肖运洪（2014年4月－2019年5月）[7]
- 陈岳琪（2019年5月－2020年4月）[8]
- 何仁学（2020年4月－2024年1月）[9]
- 庄革 （2024年1月－）[10]

## 历任副司令员
- 曹灿章
- 傅春早
- 林滔
- 赵德芳
- 辛荣国
- 郑贵卿
- 周德礼
- 万苏晋
- 余成斌
- 周平
- 屈紹剛
- 彭明治
- 王奎先
- 覃士冕

## 历任政治委员
- 周遇奇（1997年9月－2000年12月）[11]
- 周传统（2001年1月－2004年7月）[12]
- 岳世鑫（2004年7月－2005年7月）[13]
- 刘良凯（2005年7月－2007年8月）[14]
- 李文潮（2007年9月－2012年3月）[15]
- 白念法（2012年3月－2016年5月）[16]
- 姜英宇（2016年5月－2020年4月）[17]
- 马辉（2020年4月－）[9]